# Sudobîci, Dubno
Sudobîci (în ucraineană Судобичі) este un sat în comuna Ploska din raionul Dubno, regiunea Rivne, Ucraina.

## Demografie
Componența lingvistică a localității Sudobîci
     Ucraineană (98,84%)
     Alte limbi (1,16%)
Conform recensământului din 2001, majoritatea populației localității Sudobîci era vorbitoare de ucraineană (98,84%), existând în minoritate și vorbitori de alte limbi.